# Munt Buffalora
Munt Buffalora är en bergstopp i Schweiz.   Den ligger i regionen Engiadina Bassa/Val Müstair och kantonen Graubünden, i den östra delen av landet, 220 km öster om huvudstaden Bern. Toppen på Munt Buffalora är 2 630 meter över havet, eller 373 meter över den omgivande terrängen. Bredden vid basen är 5,2 km.
Terrängen runt Munt Buffalora är bergig västerut, men österut är den kuperad. Runt Munt Buffalora är det glesbefolkat, med 11 invånare per kvadratkilometer.. Närmaste större samhälle är Scuol, 19,3 km norr om Munt Buffalora. 
Trakten runt Munt Buffalora består i huvudsak av gräsmarker.